# 预知社会：群体行为的内在法则
《预知社会：群体行为的内在法则》是菲利普·鲍尔创作的一本书，2004年出版，讨论了“物理社会学”（"physics of society"）的概念，获2005年的英国皇家学会科学图书奖。